# Pepi II:s pyramid
Pepi II:s pyramid är en pyramid i Egypten. Den ligger i guvernementet Giza, i den norra delen av landet, 26 km söder om huvudstaden Kairo. Pepi II:s pyramid ligger 43 meter över havet.
Terrängen runt Pepi II:s pyramid är platt, och sluttar brant österut. Runt Pepi II:s pyramid är det mycket tätbefolkat, med 1 573 invånare per kvadratkilometer. Närmaste större samhälle är Giza, 19,4 km norr om Pepi II:s pyramid. Trakten runt Pepi II:s pyramid är ofruktbar med lite eller ingen växtlighet.